# Eugeniusz Chmielewski
Eugeniusz Chmielewski (ur. 22 listopada 1930 w Grudziądzu, zm. 11 marca 2008 tamże) – technik mechanik, grudziądzki historyk-regionalista.
Syn Juliana Chmielewskiego, bankowca i Leokadii z d. Hinz, księgowej. Ojciec, zmobilizowany w 1939 r. jako porucznik rezerwy, był więźniem obozu w Starobielsku i został zamordowany w Charkowie.
Eugeniusz Chmielewski w 1951 ukończył Liceum Mechaniczne. W latach 1951–1955 otrzymał nakaz pracy w Fabryce Wyrobów Metalowych w Kraśniku. Po powrocie do Grudziądza, 1955-1991 był zatrudniony jako konstruktor i kierownik Pracowni Prototypowo-Badawczej w Pomorskiej Odlewni i Emalierni (POiE).
Był członkiem zarządu Grudziądzkiego Towarzystwa Kultury (GTK), należał do rady redakcyjnej "Kalendarza Grudziądzkiego". Był też współzałożycielem (1986), sekretarzem, a następnie przewodniczącym Koła Miłośników Dziejów Grudziądza (KMDG) przy GTK, gdzie był  współredaktorem biuletynu "Grudziądz", ponadto działał m.in. w PTTK. Opublikował szereg artykułów historycznych, dotyczących m.in. infrastruktury technicznej Grudziądza (w tym komunikacji miejskiej), wygłosił szereg prelekcji o tej tematyce. Był bibliofilem, kolekcjonował ekslibrisy i pamiątki historyczne związane z Grudziądzem.
Pochowany na cmentarzu przy ul. Cmentarnej.